# Hasbani
Hasbani (in arabo الحاصباني‎?, in ebraico נחל שניר‎?, Nahal Snir) è un fiume del Libano e di Israele, affluente del Giordano.
Il fiume sorge in Libano, sul versante ovest del Monte Hermon, presso la città di Hasbaya, ad una altitudine di 550 m s.l.m. Scorre per 40 chilometri in Libano, prima di attraversare il confine con Israele. Quindi, dopo circa altri 10 chilometri, si incontra, nella valle di Hula, con il Banias e il Dan, che scendono dalle Alture del Golan, per formare il Giordano.